# Шовень цзєцзи

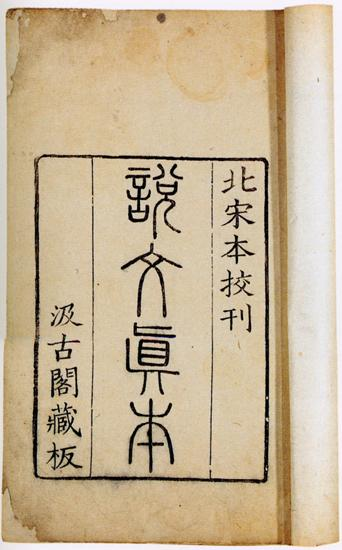
Видання словника часів династії Сун.

«Шовень цзєцзи», або «Пояснення простих і аналіз складених ієрогліфів» (кит.: 説文解字, піньінь: shuōwén jiězì)— найстаріший китайський ієрогліфічний словник. Перший словник, що використав ієрогліфічні ключі. Написаний 100 року конфуціанцем-мовознавцем Сюй Шенєм класичною китайською мовою (веньянь). 121 року подарований імператору Ань-ді з династії Хань. Містить подад 9 тисяч ієрогліфічних знаків, систематизованих за 540 ієрогліфічними ключами. Має пояснення семантики ієрогліфів, згрупованих за 6 принципами походження (піктограми, символи, ідеограми тощо). Скорочена назва — «Шовень», або «Пояснення ієрогліфів» (кит.: 説文, піньінь: shuōwén)